# Eduard Lassen
Eduard Lassen (ur. 13 kwietnia 1830 w Kopenhadze, zm. 15 stycznia 1904 w Weimarze) – duński kompozytor i dyrygent.

## Życiorys
Jako dziecko przeprowadził się wraz z rodziną do Brukseli. Ukończył tam studia w konserwatorium muzycznym, uzyskując I nagrodę w grze na fortepianie (1844) i kompozycji (1847). W 1851 roku otrzymał belgijską Prix de Rome. Podczas pobytu w Niemczech poznał Ferenca Liszta i Louisa Spohra. Po powrocie do Brukseli w 1855 roku podjął starania o wystawienie swojej opery Le roi Edgard, którą ostatecznie wystawił Liszt w Weimarze w 1857 roku. W latach 1858–1895 przebywał w Weimarze, gdzie pełnił funkcję nadwornego kapelmistrza. Poprowadził prapremierowe wykonanie opery Camille’a Saint-Saënsa Samson i Dalila (1877). Napisał też muzykę do Fausta Goethego. Otrzymał tytuł doktora honoris causa Uniwersytetu w Jenie.
Skomponował m.in. opery Frauenlob (wyst. Weimar 1860) i Der Gefangene (wyst. Bruksela 1865 pt. Le Captif), 2 symfonie, 2 uwertury koncertowe, Te Deum, Biblische Bilder na chór i orkiestrę, pieśni.